# عکس‌آزاری

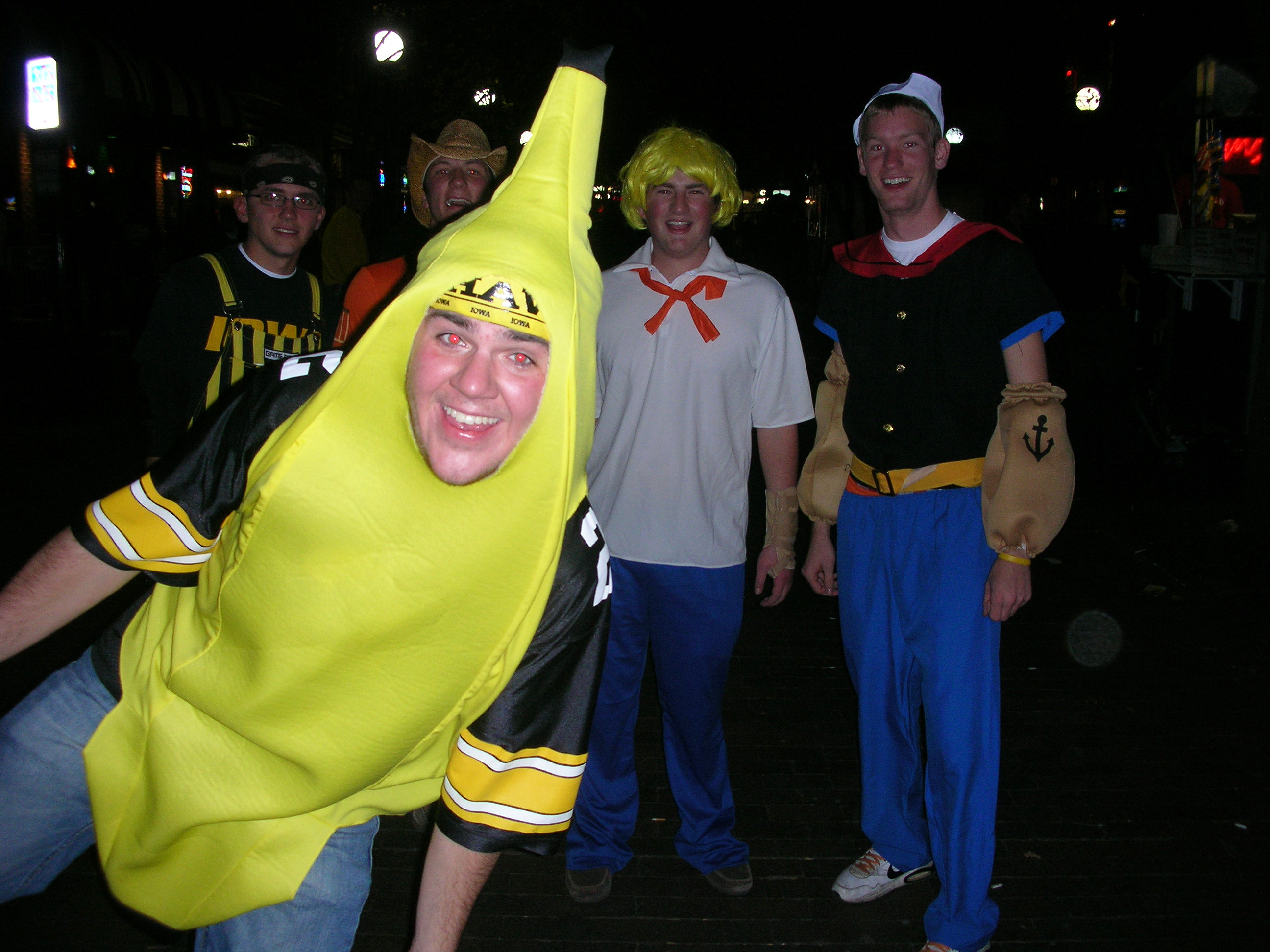
یک عکس‌آزاری عمدی

عکس‌آزاری یا فتوبمبینگ (انگلیسی: Photobombing) عکسی که در زمان گرفتن آن کسی یا چیزی به‌طور غیرمنتظره و ناگهانی معمولاً در پس‌زمینه یا پیش‌زمینهٔ عکس ظاهر می‌شود و عکس را به‌اصطلاح خراب می‌کند.
به این عمل، عکس‌آزاری یا فتوبمبینگ، و به شخص یا کسی که چنین عملی انجام می‌دهد عکس‌آزار یا فتوبمبر، و به عکس‌هایی که از این طریق گرفته می‌شوند، عکس فتوبمب می‌گویند.